# Joan Galvany i Nonell
Joan Galvany i Nonell (Barcelona, 1660-1725) fou un músic català.
Fou un compositor de música sacra i va pertànyer a la real "Academia Desconfiada" (després, "de las Buenas Letras"), de Barcelona. A les Nenias Reales á la muerte del rey don Carlos II publicades en Barcelona el 1701, s'anomena un Galvany el Orfeo de nuestros tiempos, però s'ignora si tant l'elogi es tributà a aquest músic o a un altre Galvany, potser poeta.
Alguns experts el suposen mestre compositor i cantor de la capella de la catedral de Barcelona, on hauria substituït el mestre Francesc Valls i Galan, mort l'any 1747. De totes maneres, consta que ingressà a l'Acadèmia el 30 de setembre de 1700, i que fou autor de diverses composicions molt discretament escrites.